# Eleanor Montague
Pour les articles homonymes, voir Montague.
Eleanor D. Montague (11 février 1926 - 9 novembre 2018) est une radiologue et enseignante américaine qui établit la thérapie de conservation du sein aux États-Unis et améliore les techniques de radiothérapie. Elle devient membre du Texas Women's Hall of Fame en 1993,.

## Biographie

### Enfance et formation
Eleanor Montague naît Eleanor Dino à Gênes, en Italie, enfant unique de Frank et Sylvia Dino. Elle grandit en Pennsylvanie et sort major de sa classe,.

### Carrière
Eleanor Montague obtient une licence en biologie de l'université de l'Alabama et un diplôme de médecine du Woman's Medical College de Pennsylvanie en 1950. Elle rencontre son mari, Meredith "Monty" Eleanor Montague III, alors qu'elle travaille aux urgences du Kings County Hospital Center et l'épouse quelques années plus tard. Elle travaille au Japon pendant deux ans alors que son mari y est stationné dans une unité MASH. Elle fait sa résidence en radiologie au Columbia-Presbyterian Medical Center. En 1959, Montague rejoint le département de radiothérapie du MD Anderson Cancer Center de l'université du Texas à Austin grâce à une bourse de l'American Cancer Society. Elle travaille au MD Anderson de 1961 à 1983. En 1973, elle devient professeure de radiothérapie et prend sa retraite en 1987.
Eleanor Montague est une pionnière de la recherche et du traitement du cancer du sein. Dans les années 1960-70, la mastectomie est considérée comme le seul remède contre ce cancer. Elle préconise plutôt la tumorectomie, une chirurgie plus modérée, associée à la radiothérapie pour préserver la fonction et l'apparence du sein chez les patientes atteintes d'un cancer du sein à un stade précoce. À la suite d'essais cliniques et d'un programme de traitement lancé par Eleanor Montague à Anderson, la thérapie de conservation du sein devient une pratique établie aux États-Unis. Eleanor Montague est également à l'origine de nouvelles techniques et approches de radiothérapie pour les patientes atteintes d'un cancer du sein avancé et ouvre la voie à l'intégration de la chimiothérapie dans une approche thérapeutique multimodale.
Un prix portant son nom, le Eleanor Montague Distinguished Resident Award in Radiation Oncology, est créé par l'American Association for Women Radiologists.
Elle est membre du conseil d'administration de l'American Cancer Society of Therapeutic Radiologists et de l'exécutif de l'American Radium Society. Eleanor Montague fait partie du National Breast Cancer Task Force et du National Surgical Adjuvant Breast Project.

## Publications
Eleanor Montague était un universitaire prolifique, publiant plus de 100 articles au cours de sa carrière. Voici une liste partielle de ses publications :
- (en) Eleanor Montague, E. D., « Current cancer concepts. radiation management of advanced breast cancer », The Journal of the American Medical Association, vol. 200, no 7,‎ 2007, p. 312.
- (en) Tapley, N. D. et Montague, E. D., « Elective irradiation with the electron beam after mastectomy for breast cancer », American Journal of Roentgenology, vol. 126, no 1,‎ 1976, p. 127.
- (en) Libshitz, H. I., Eleanor Montague, E. D. et Paulus, D. D., « Calcifications and the therapeutically irradiated breast », American Journal of Roentgenology, vol. 128, no 6,‎ 1976, p. 1021.
- (en) Libshitz, H. I., Eleanor Montague, E. D. et Paulus, J., « Skin thickness in the therapeutically irradiated breast », American Journal of Roentgenology, vol. 130, no 2,‎ 1978.
- (en) Eleanor Montague, E. D. et Fletcher, G. H., « The need for every modality treatment to prevent catastrophic local and regional failures in advanced breast cancer », International Journal of Radiation Oncology, Biology, Physics, vol. 9, no 3,‎ 1983, p. 419.
- (en) Eleanor Montague, E. D., « Conservation surgery and radiation therapy in the treatment of operable breast cancer », Cancer, vol. 53, no 3,‎ 1984, p. 700.
- (en) Eleanor Montague, E. D., Ames, F. C., Schell, S. R. et Romsdahl, M. M., « Conservation surgery and irradiation as an alternative to mastectomy in the treatment of clinically favorable breast cancer », Cancer, vol. 54, no 11,‎ 1984, p. 2668.
- (en) Eleanor Montague, E. D., « Radiation therapy and breast cancer. past, present, and future », American Journal of Clinical Oncology, vol. 8, no 6,‎ 1985, p. 455.
- (en) Chen, K. K., Eleanor Montague, E. D. et Oswald, M. J., « Results of irradiation in the treatment of locoregional breast cancer recurrence », Cancer, vol. 56, no 6,‎ 1985, p. 1269.
- (en) Matthews, R. H., McNeese, M. D., Eleanor Montague, E. D. et Oswald, M. J., « Prognostic implications of age in breast cancer patients treated with tumorectomy and irradiation or with mastectomy », International Journal of Radiation Oncology, Biology, Physics, vol. 14, no 4,‎ 1988, p. 659.

## Récompenses
- Médaille Janeway de l'American Radium Society en 1985
- Médaille d'or de la Radiological Society of North America en 1986
- Lauréate du prix Marie Curie décerné par l'American Association for Women Radiologists en 1990
- Médaille d'or pour services distingués et extraordinaires de l'American Society for Therapeutic Radiology and Oncology en 1992
- Alumna Award of Achievement décerné par le Medical College of Pennsylvania.
- Distinguished Service Award et Outstanding Achievement Award décernés par le MD Anderson Cancer Center de l'université du Texas.
- Médaille d'or de la société Gilbert H. Fletcher pour ses réalisations exceptionnelles dans son domaine.